# スーパーセレクト4WD-i
パジェロイオのスーパーセレクト4WD-i は、パジェロのスーパーセレクト4WD及びスーパーセレクト4WD Ⅱ とは異なるものです。
SS4-i は、ハイ／ロー切換機構（副変速機）以降はリアタイヤまで完全に直結状態でありセンターデフを持たず、言わば完全にFR状態。センターデフを持たない四駆であるため、分類上の基本構造はパートタイム式4WDであり、4HLcに入れると副変速機出力とフロントプロペラシャフトが直結し四駆になる。4Hモードは直結ではなく副変速機出力とフロントプロペラシャフトをビスカスカップルで繋ぐため、4Hの時はスタンバイ式4WD状態。
しかし通常のFFのスタンバイ式4WDとは異なり、グリップでのコーナーリング中は四駆になるのではなくビスカスカップルは前輪ブレーキとして作用している点は理解し気に留めておく必要がある。